# Cal Magarola (Sedó)
Cal Magarola (també escrit Maguerola), és un edifici de Sedó, al municipi de Torrefeta i Florejacs (Segarra), inclòs a l'Inventari del Patrimoni Arquitectònic de Catalunya. En la memòria popular es recorda encara, amb especial consideració, el lligam de veïnatge de la família Magarola i el nucli de Sedó: «Qualsevol sigui comte o baró, prefereixo ser Magarola de Sedó».

## Descripció
De grans dimensions (de 26 x 12,4 m), inacabat en el sector nord-es , té planta baixa, dos pisos i golfes. Originalment, es construí fora del nucli emmurallat i es bastí sobre un pla inclinat.
La façana oest, que dona al carreró que va del carrer Major al de Baix (carrer de la Travessera de Baix), és la d'accés original. Hi ha les restes d’un gran portal adovellat, parcialment tapiat, on s'obre una porta que dona accés a cal Sorribes, així com una obertura rectangular on hi ha una font, amb una gran vidriera a l'esquerra. Al primer pis hi ha un balcó i una finestra amb reixa, i al segon hi ha dues finestres; i a les golfes, onze obertures d'arc escarser. El ràfec de la teulada presenta oscil·lacions i mutilacions de diverses parts nobles per la divisió del casal en diverses cases particulars.
La façana sud, que dona al carrer de Baix, és la que actualment té la porta d'accés principal (una obertura rectangular moderna); a la seva dreta hi ha una fornícula amb reixa. Al primer pis hi ha dues finestres rectangular i un balcó de ferro forjat, i al segon, tres amples finestrals quadrangulars d'estil renaixentista (el del centre convertit en balcó, amb guardapols recte i llindes i brancals ricament motllurats amb filetons entrecreuats. A les golfes hi ha sis finestres d'arc escarser, amb dos balcons interiors.

## Història
El fogatge de 1553 cita un Jaume Cornellana «de fora», és a dir, de la casa extramurs del castell. Un segle més tard era propietat de Pere Joan de Cornellana, mercader de Sedó, casat amb Maria Busquets. A la seva mort sense descendència, va nomenar hereva fideïcomissària la seva neboda, la donzella Anna Maria Busquets (filla de la germana de la seva esposa, també del mateix nom), amb l'encàrrec de transmetre el seu patrimoni als possibles fills pòstums de Pere Joan de Cornellana, el que no es va produir.
Anna Maria Busquets es va casar amb Manuel de Magarola, ciutadà honrat de Barcelona, domiciliat a la vila d'Anglesola, i van tenir tres fills: Josep, Francesc i Miquel. En morir els dos primers sense descendència, bo i seguint l'ordre successori establert en el seu testament, el patrimoni va quedar en mans del tercer fill, Miquel de Magarola i Busquets. La casa és descrita així a l'inventari post mortem d'Anna Maria: «Primo, de tota aquella casa ab[u]n portal obrint, situada en lo lloch de Sedó, y en lo carrer de Baix, la qual afronte a sol ixent ab la casa de Joseph Roca, a mitgdia ab lo carrer de Baix, a ponent ab lo carrer del forn y a tremuntana ab lo camí que va de Riber a Tarroya [...]», és a dir, l'edifici que actualment limita, pel nord i pel sud amb els carrers Major i de Baix, respectivament.
Des de finals del segle xviii, la casa s'anà compartimentant fins a arribar a un total de 6 propietats: cal Sorribes, cal Soldat, cal Bitzoc, cal Gilon, cal Santamaria i ca l'Amante. A mitjans dels anys 1980, cal Santamaria, cal Gilon i ca
l'Amante van ser convertides en casa de colònies i residència de la família Abad-Amo. Actualment, aquest espai mateix espai és ocupat com a habitatge familiar del llibreter de vell Ernest Núñez Gómez de León i la llibreria Antiquària els Gnoms.